# Chas (India)
Chas è una suddivisione dell'India, classificata come municipality, di 96.923 abitanti, situata nel distretto di Bokaro, nello stato federato del Jharkhand. In base al numero di abitanti la città rientra nella classe II (da 50.000 a 99.999 persone).

## Geografia fisica
La città è situata a 23° 37' 60 N e 86° 10' 0 E e ha un'altitudine di 209 m s.l.m..

## Società

### Evoluzione demografica
Al censimento del 2001 la popolazione di Chas assommava a 96.923 persone, delle quali 52.063 maschi e 44.860 femmine. I bambini di età inferiore o uguale ai sei anni assommavano a 14.532, dei quali 7.598 maschi e 6.934 femmine. Infine, coloro che erano in grado di saper almeno leggere e scrivere erano 66.549, dei quali 40.335 maschi e 26.214 femmine.